# Angantyr
Angantyr (altnordisch Angantýr) ist der Name verschiedener Figuren in der altnordischen Literatur. Am ausführlichsten erzählt von ihnen die Hervarar saga ok Heiðreks konungs und das darin überlieferte Hunnenschlachtlied. Möglicherweise ist Angantyrs rojr, eine Röse auf Gotland, nach einem von ihnen benannt.

## Angantyr der Berserker

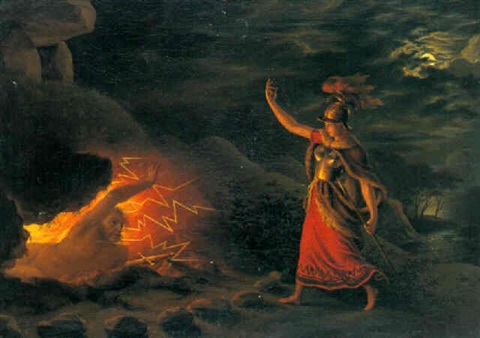
Hervör fordert das Schwert Tyrfing von ihrem verstorbenen Vater Angantyr

Angantyr ist einer der zwölf Söhne des Berserkers Arngrim. Von seinem Vater erhält er das magische Schwert Tyrfing, das seine Tochter Hervör nach Angantyrs Tod aus seinem Grabhügel holt und dabei mit dem Geist ihres verstorbenen Vaters spricht.
Dieser Angantyr wird auch in den Gesta Danorum und der färöischen Ballade Arngríms synir erwähnt.

## Angantyr Höfundsson
Der zweite in der Hervarar saga auftauchende Angantyr ist Sohn des Höfund und der Hervör, der Tochter von Angantyr dem Berserker. Er wird von seinem Bruder Heidrek getötet.

## Angantyr Heidreksson
Der dritte Angantyr ist Sohn des Gautenkönigs Heidrek und Halbbruder von Hlǫðr, dem er nach dem Tod des Vaters die Auszahlung des kompletten Erbes in Form der Hälfte aller Besitztümer und des Reiches mit allen Untertanen verweigert, ihm aber anbietet, ihn mit Reichtum zu überhäufen. Hlǫðr lehnt, nicht zuletzt nachdem seine Mutter von einem Gefolgsmann Angantyrs als Magd bezeichnet wird, ab und kehrt zur Familie seiner Mutter, der Tochter des Hunnenkönigs Humli, zurück. Dieser plant mit ihm einen Feldzug gegen die Goten ob der Beleidigung seiner Tochter. Beim Angriff der Hunnen kommt zunächst die Schwester der Brüder, die Schildmaid Hervör, bei der Verteidigung einer Grenzfeste ums Leben. Bei der anschließenden Hauptschlacht strömen Angantyr, der anfangs zahlenmäßig weit unterlegen ist, allerdings beständig neue Truppen zu, sodass im Gegensatz zu den Hunnen die Zahl der Gauten nicht abnimmt. Schließlich durchbricht er mit seinen Leuten die Reihen der Hunnen; Humli und Hlǫðr werden erschlagen.
Vermutlich ist dieser Angantyr mit Incgenþeow in dem altenglischen Gedicht Widsith (Zeile 116) zu identifizieren.

## Interpretation
In der Hervarar saga gibt es nicht nur drei Personen namens Angantyr, sondern auch zwei Trägerinnen des Namens Hervör. Das mehrfache Auftauchen desselben Namens in der Abstammungslinie wird in der Forschungsliteratur als Versuch angesehen, „die heterogenen Sagenkreise und Stoffe der Saga durch genealogische Parallelen zu verknüpfen“.
Der in der Friðþjófs saga ins frækna genannte Orkadenjarl Angantyr gilt als dichterische Erfindung.

### Lexika
- Angantyr. In: Store norske leksikon. 2019 (norwegisch, snl.no).
- E. Matthias Reifegerste: Hunnenschlachtlied. In: Reallexikon der Germanischen Altertumskunde (RGA). 2. Auflage. Band 15, Walter de Gruyter, Berlin/New York 2000, ISBN 3-11-016649-6, S. 261–264.

### Textausgaben
- E. Matthias Reifegerste: Die Hervarar saga. Eine kommentierte Übersetzung und Untersuchungen zur Herkunft und Integration ihrer Überlieferungsschichten. 1989, ISBN 3-927153-01-X.
- G. Turville-Peter, C. Tolkien (Hrsg.): Hervarar Saga ok Heidreks. Viking Society for Northern Research 1976, ISBN 0-903521-11-3 (englisch).